# Анитта
Анитта (хетт. mA-ni-it-ta[š] или mA-ni-ta) — царь хеттского города Куссара, правил приблизительно в 1790—1750 годах до н. э. Продолжал завоевательную политику своего отца Питханы. Расширил границы своего царства и уничтожил город Хаттусу, который затем станет резиденцией его потомков.

## Война с Хатти и его союзниками, создание Куссарской державы

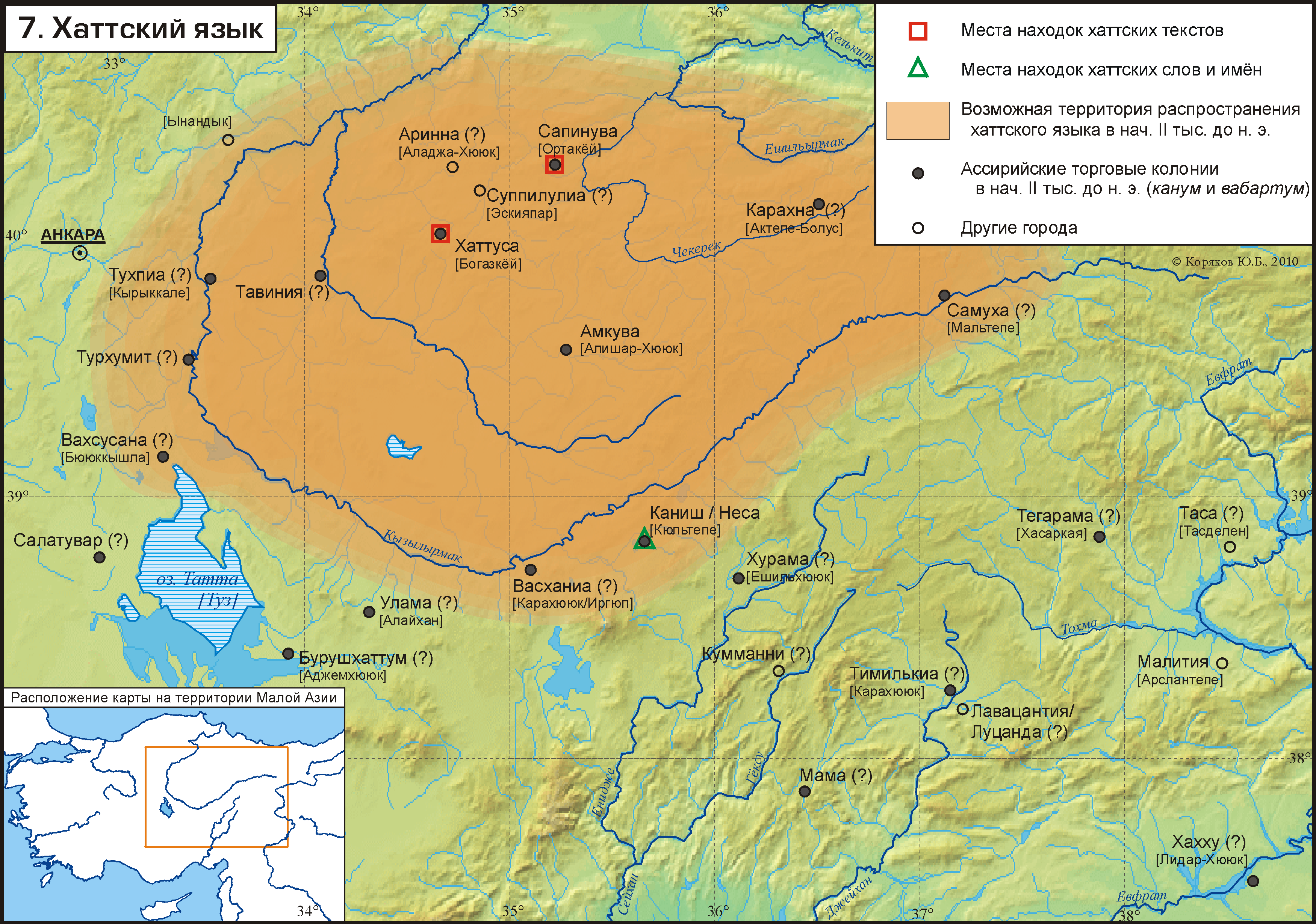
Распространение хаттского языка

Из надписи Анитты известно, что он в течение нескольких лет вёл тяжёлую войну с царством Хатти. Уже в самом начале своего правления Анитте удалось разгромить войско царя Хатти Пиюсти (Пийушти) и захватить города Улламма (аккад. Уаллама), Харкиуну и др. Видимо, Анитте в борьбе с Хатти пришлось сломить также сопротивление большой коалиции северных причерноморских областей и племён, поддерживавших, очевидно, Хатти.
Среди этих союзников Хатти видное место занимал город Цалпува (вероятно то же, что и Цальпа более поздних источников), находившаяся у Внутреннего (Чёрного) моря. Анитта захватил Цалпуву, взял в плен её царя Хуццию и вернул оттуда в Несу, ранее захваченную прежним царём Цалпувы Ухной, статую неситского божества Сиусуммы. Затем он во второй раз нанёс поражение Пиюсти и его союзникам у города Салампа, осадил столицу Пиюсти город Хаттусу и после того, как жители ослабели от голода, захватил её.
Борьба Анитты с Хаттусой и её союзниками, очевидно, была столь жестокой, что Анитта приказал сравнять этот город с землей и в своей надписи торжественно проклял каждого из будущих правителей, кто вновь заселит уничтоженный им город.
Затем Анитта захватил город Салативару (аккад. Шалатуара). Вассалом Анитты стал также город Пурусханда, правитель которого передал Анитте свои наиболее ценные вещи — железные трон и скипетр (железо в течение почти всего II тыс. до н. э. было, как известно, самым драгоценным из металлов). При этом важно отметить, что, предположительно, правитель Пурусханды осуществлял ранее гегемонию в центральной части Малой Азии.
Своей главной резиденцией Анитта сделал город Несу (по названию этого города хетты позднее назвали свой язык неситским). В Несе он построил храмы богам Сиусумме и Халмасуитте и создал зверинец для царской охоты.

## Этнокультурная принадлежность правителей Куссара

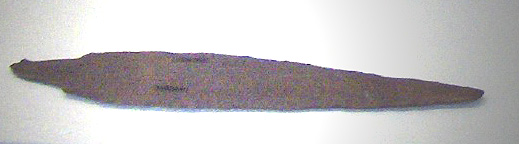
Бронзовый кинжал царя Анитты, имеющий надпись «[собственность] дворца Анитты, царя». Период ассирийских торговых колоний; XVIII век до н. э.; Музей анатолийских цивилизаций, Анкара, Турция.

Некоторые историки хотели бы видеть в Питхане, Анитте и его сыне Пируве неиндоевропейцев. Исходя из этого они выдвинули предположение, что хотя надпись Анитты и составлена на неситском языке, сам Анитта неситом мог и не быть. Также была выдвинута версия, что первоначально надпись Анитты могла быть составлена на языке Хатти и лишь позднее её якобы перевели на неситский. В качестве доказательства этого указывалось, что неоднократно упоминаемый в надписи бог Сиусумма (Сиу[на]суммис) является лишь неситским устойчивым словосочетанием «бог мой» (сиунас-мис). Далее предлагалось считать, что будто бы Анитта и его писцы «плохо знали» неситский язык и потому ошибочно приняли выражение за личное имя бога-покровителя города Несы.
Как аргумент приводился и факт, что бог Халмасуитта, который в надписи Анитты фигурирует в качестве божества самого царя и, вероятно, бога покровителя города Куссара — являлся по происхождению божеством Хатти. Его имя, очевидно, образовано от хаттского ха-нуасу-ит — «царский трон» — то есть «божество царского трона».
Однако все эти идеи лишь усложняют понимание древних источников, запутывая их интерпретацию. В действительности хетты-неситы, индоевропейцы по языку, долгое время находились под социокультурным влиянием сначала хаттов, а затем родственных им хурритов. Цивилизация же Малой Азии в целом постоянно находилась под мощнейшим влиянием аккадско-шумерской Месопотамии. И, соответственно, хетты постоянно использовали — как престижные — неиндоевропейские имена, религиозные культы, образцы письменных текстов, производственные и военно-политические термины.

## Куссарское царство
Созданное при Анитте Куссарское царство было самым мощным политическим объединением, существовавшим в Центральной Малой Азии до образования Хеттского государства. Анитта владел значительной территорией и, во всяком случае, осуществлял гегемонию от озера Туз до перевалов через Малоазийский Тавр, включая сюда большую территорию внутри излучины реки Галис. Но в государстве Анитты были ещё сильны пережитки родоплеменного строя.
Сохранилось свидетельство и о численности войска Анитты. Это 40 колесниц и 1400 пехотинцев. При раскопках Каниша был найден кинжал с именем Анитты, а на городище Алишар (возможно древнем городе Амкува) — документ, упоминающий «великого правителя» Аниттаса и его «начальника лестницы» (то есть соправителя-престолонаследника) Пирувы (Пэрву).